# Boubínské jezírko
Boubínské jezírko (též Jezírko U pralesa) je splavovací nádrž. Nachází se na Kaplickém potoce, na jižním svahu Boubína v nadmořské výšce 925 m. Má rozlohu 0,37 ha a maximální hloubku (u výpusti) 4 m.
Na hrázi jezírka je chata strážců národní přírodní rezervace Boubínský prales, lavice se stoly pro návštěvníky a začíná tu naučná stezka kolem jádra Boubínského pralesa.

## Historie
Bylo vybudováno v roce 1833 (1836) jako splavovací nádrž (klauza) k posílení toku a pro lepší plavbu dřeva z boubínských lesů na Idinu Pilu a do sklárny v Lenoře krátkodobým intenzivnějším vypouštěním nahromaděné vody po dobu plavení. Dřevo se zde plavilo ještě v roce 1957.

## Fauna
Přestože Boubínské jezírko nemá na rozdíl od jiných šumavských klauz porušenou hráz, je poměrně silně průtočné a poměry zde připomínají spíše tekoucí než stojatou vodu. Proto v Boubínském jezírku nebyli nalezeni téměř žádní zástupci zooplanktonu.